# Partocratie
Ne doit pas être confondu avec Particratie.
La partocratie désigne la mainmise d'un parti politique sur la société, spécialement celle qu'avait le parti bolchevik en URSS et ses imitateurs d'inspiration léniniste. Le terme semble avoir été créé par Abdurakhman Avtorkhanov.